# Conferenza episcopale di Francia
La Conferenza episcopale di Francia (in francese: Conférence des évêques de France) è una struttura della Chiesa cattolica che raggruppa tutti i vescovi francesi, sia della Francia metropolitana e della Francia d'oltremare e il Principato di Monaco.
Fanno parte della Conferenza anche i vescovi dell'eparchia della Santa Croce di Parigi e dell'eparchia di San Vladimiro il Grande di Parigi, i vicari apostolici e i prefetti apostolici dei dipartimenti d'oltremare, gli amministratori apostolici e gli amministratori diocesani che esercitano il loro incarico in Francia. I vescovi dei Territori d'Oltremare fanno invece parte della Conferenza episcopale del Pacifico, ma partecipano alla Conferenza episcopale di Francia con ruolo meramente consultivo.

## Storia
La Conferenza dei vescovi di Francia fu istituita durante la sua prima assemblea plenaria, svoltasi dal 18 al 20 maggio 1964.
La conferenza aveva un precedente storico nell'assemblea di tutti i membri del clero francese durante l''Ancien Régime  dal XVI al XVIII secolo. Nel 1811 Napoleone Bonaparte indisse il Concilio di Parigi, che ufficializzò le divergenze fra l'imperatore e papa Pio VII.
Papa Pio X convocò tre assemblee plenarie dell'episcopato francese a maggio e settembre del 1906, e a gennaio del 1907, nel contesto della legge sulla separazione fra Stato e Chiese.
Nel 1919 la Santa Sede istituì l'assemblea dei cardinali e degli arcivescovi di Francia. Organizzò quattro assemblee plenarie dell'episcopato francese nel 1951, 1954, 1957 e nel 1960, oltre a sette conferenze episcopali non plenarie, che fra il 1940 e il 1942 ebbero luogo a Lione, una zona franca fino alla fine della Seconda guerra mondiale, mentre in parallelo si svolgevano le assemblee dei cardinali e degli arcivescovi nella zona occupata di Parigi.
Nel 1945 l'Assemblea dei cardinali e degli arcivescovi di Francia istituì la carica di directeur du secrétariat de l'épiscopat, poi divenuta secrétaire général de l'épiscopat (segretario generale dell'episcopato). Tale ruolo fu inizialmente affidato alle cure di Henri Alexandre Chappoulie, al quale succedettero Jean-Marie Villot dal 1950 al 1960 e Julien Gouet (dal 1960 al 1966).
Nel 1991 la Conferenza dei Vescovi di Francia pubblicò il Catechismo per gli adulti.
A seguito del rapporto intitolato Proposer la foi dans la société actuelle ("Proposte per la fede nella società attuale") presentato tre anni dopo da Claude Dagens, a novembre 1996 fu divulgata la Lettre aux catholiques de France ("Lettera ai cattolici di Francia").
Al fine di riequilibrare i poteri tra il Consiglio permanente e l'assemblea plenaria, a novembre del 2003 fu deliberata la convocazione semestrale dell'assemblea plenaria, che fino ad allora si riuniva una volta all'anno.
Il 7 novembre 2013 la CEF lanciò il sito jesus.catholique.fr.
La Conferenza episcopale di Francia si riunisce in assemblea plenaria ogni anno a Lourdes, nella quale vengono prese le decisioni riguardo alla Chiesa cattolica in Francia. È strutturata in 10 commissioni e in quattro comitati.

## Pastorale del Turismo
La Pastorale del Turismo è l'organismo della Conferenza Episcopale di Francia la cui missione è valorizzare il patrimonio culturale religioso delle parrocchie a favore dei turisti di passaggio, rispondendo sia alla loro ricerca spirituale che alle loro curiosità di vacanzieri. Le diocesi sono invitate a predisporre una rete di servizi con le loro circoscrizioni ecclesiastiche, anche in collaborazione con le associazioni del laicato cattolico..
Esempi di questa iniziativa sono: le passeggiate e le conferenze tematiche legate alle parrocchie, organizzate dall'arcidiocesi di Montpellier, le visite guidate alle chiese bretoni curate dall'associazione Sauvegarde du patrimoine religieux en vie, il sito dell'Arcidiocesi di Parigi che rende disponibile il calendario delle Messe con i testi tradotti per le 27 comunità straniere della capitale francese.

## Cronotassi

### Presidenti
- Emmanuel Célestin Suhard, arcivescovo di Parigi, cardinale (1945 - 1948)
- Achille Liénart, vescovo di Lilla, cardinale (1948 - 1964)
- Maurice Feltin, arcivescovo di Parigi, cardinale (1964 - 1969)
- François Marty, arcivescovo di Parigi, cardinale (1969 - 1975)
- Roger Etchegaray, arcivescovo di Marsiglia, cardinale (1975 - 1981)
- Jean Vilnet, vescovo di Lilla (1981 - 1987)
- Albert Decourtray, arcivescovo di Lione, cardinale (1987 - 1990)
- Joseph Duval, arcivescovo di Rouen (1990 - 1996)
- Louis-Marie Billé, arcivescovo d'Aix e poi di Lione, cardinale (5 novembre 1996 - 6 novembre 2001)
- Jean-Pierre Ricard, arcivescovo di Bordeaux, cardinale (2001 - 5 novembre 2007)
- André Vingt-Trois, arcivescovo di Parigi, cardinale (5 novembre 2007 - 30 giugno 2013)
- Georges Pontier, arcivescovo di Marsiglia (1º luglio 2013 - 30 giugno 2019)
- Éric de Moulins-Beaufort, arcivescovo di Reims, dal 1º luglio 2019 (eletto il 3 aprile[14])
- Jean-Marc Aveline, arcivescovo di Marsiglia, dal 1º luglio 2025

### Vicepresidenti
- Laurent Ulrich, arcivescovo di Lilla, e Hippolyte Simon, arcivescovo di Clermont (5 novembre 2007 - 30 giugno 2013)
- Pascal Delannoy, vescovo di Saint-Denis, e Pierre-Marie Carré, arcivescovo di Montpellier (1º luglio 2013 - 30 giugno 2019)
- Dominique Blanchet, vescovo di Créteil[15], e Olivier Leborgne, vescovo di Amiens, dal 1º luglio 2019

### Segretari generali
- Vescovo Jean-Marie Villot (1950 - 17 dicembre 1959)

...
- Vescovo Roger Etchegaray (1966 - 1970)

...
- Monsignor Bernard Lagoutte (1992 - 2001)
- Monsignor Stanislas Lalanne (2001 - 4 aprile 2007)
- Monsignor Antoine Hérouard (2007 - 1º luglio 2013)
- Monsignor Olivier Ribadeau Dumas (1º luglio 2013 - 30 giugno 2019)
- Presbitero Thierry Magnin (1º luglio 2019 - 1º settembre 2020)
- Presbitero Hugues de Woillemont, dal 1º settembre 2020